# Grand Prix Maďarska 2006
Grand Prix Maďarska 2006 (XXII Magyar Nagydíj) třináctý závod 56. ročníku mistrovství světa vozů Formule 1, historicky již 763. grand prix, se uskutečnila na okruhu Hungaroring .
Oficiální plakát[nedostupný zdroj]

## Společenské a doprovodné akce

### Společenské akce
Stáj Red Bull Racing uspořádala propagační akci přímo v ulicích Budapešti, kde představila vozy Red Bull RB2 a Toro Rosso STR1 s testovacími piloty Robertem Doornbosem a Neelem Janim, přítomen byl i prezident Hungaroringu Laszlo Palik. V závěru se představili i akrobatičtí letci, kteří celou show zakončili. Zároveň byla představena první desítka dívek[nedostupný zdroj] ucházející se o titul Formula Una. Všechny dívky, které se představily během této show pocházejí ze sousedního Rakouska a titul Formula Una Austria získala 26 létá Barbara Rogger[nedostupný zdroj]. Následující den se v boxech objevila i půvabná reportérka rakouského rádia a televize Katharina Bellowitsch [nedostupný zdroj]. Dalším zajímavým hostem byla supermodelka Jodie Kidd[nedostupný zdroj]. Druhá desítka dívek reprezentovala domácí Maďarsko a Formula Una Hungary byla dvacetiletá studentka Lili Papp[nedostupný zdroj]. Fernanda Alonsa doprovodila na Grand Prix Maďarska rocková zpěvačka Raquel Rosario[nedostupný zdroj].

## Výsledky
- 6. srpen 2006
- Okruh Hungaroring
- 70 kol x 4,381 km = 306.663 km
- 763. Grand Prix
- 1. vítězství Jensona Buttona
- 3. vítězství pro Hondu
- 191. vítězství pro Velkou Británii
- 37. vítězství pro vůz se startovním číslem 12
- 5. vítězství ze 14 pozice na startu

| Pozice | č.  | Jezdec               | Vůz               | Kolo | Čas              | Pole | Body | Nej. kolo      | 1. Pitstop | 2. Pitstop | 3. Pitstop | 4. Pitstop |
| ------ | --- | -------------------- | ----------------- | ---- | ---------------- | ---- | ---- | -------------- | ---------- | ---------- | ---------- | ---------- |
| 1      | 12. | Jenson Button        | Honda RA106       | 70   | 1:52'20.941      | 14   | 10   | 1'25.143 (4.)  | 17./23.921 | 46./20.480 | 54./20.869 |            |
| 2      | 4.  | Pedro de la Rosa     | McLaren MP4/21    | 70   | á 0:30.837       | 4    | 8    | 1'24.315       | 16./26.422 | 26./26.179 | 51./22.366 |            |
| 3      | 16. | Nick Heidfeld        | BMW Sauber F1.06  | 70   | á 0:43.822       | 10   | 6    | 1'25.801 (7.)  | 26./23.338 | 55./21.065 |            |            |
| 4      | 11. | Rubens Barrichello   | Honda RA106       | 70   | á 0:45.205       | 3    | 5    | 1'24.678       | 5./21.446  | 26./22.256 | 50./21.744 |            |
| 5      | 14. | David Coulthard      | Red Bull RB2      | 69   | á 1 kolo         | 12   | 4    | 1'27.572 (10.) | 26./26.698 | 53./22.123 | 50./21.744 |            |
| 6      | 7.  | Ralf Schumacher      | Toyota TF106      | 69   | á 1 kolo         | 6    | 3    | 1'25.247 (5.)  | 23./24.869 | 47./22.151 |            |            |
| DSQ    | 17. | Robert Kubica        | BMW Sauber F1.06  | 69   | á 1 kolo         | 9    |      | 1'28.154 (12.) | 18./27.057 | 44./23.410 |            |            |
| 7      | 6.  | Felipe Massa         | Ferrari 248 F1    | 69   | á 1 kolo         | 2    | 2    | 1'23.516       | 12./22.713 | 41./23.147 | 59./20.686 |            |
| 8      | 5.  | Michael Schumacher   | Ferrari 248 F1    | 67   | á 3 kola /Kolize | 11   | 1    | 1'27.834 (11.) | 17./28.578 | 46./22.385 |            |            |
| 9      | 18. | Tiago Monteiro       | Midland M16       | 67   | á 3 kola         | 16   |      | 1'28.178 (13.) | 14./22.115 | 28./27.596 | 52./21.751 |            |
| 10     | 19. | Christijan Albers    | Midland M16       | 67   | á 3 kola         | 22   |      | 1'26.117 (8.)  | 16./22.658 | 46./25.990 |            |            |
| 11     | 21. | Scott Speed          | Torro Rosso STR01 | 66   | á 4 kolo         | 20   |      | 1'26.249 (9.)  | 26./37.044 | 38./23.158 | 41./25.529 | 48./24.980 |
| 12     | 8.  | Jarno Trulli         | Toyota TF106      | 65   | Motor            | 8    |      | 1'25.779 (6.)  | 24./23.417 | 48./23.402 |            |            |
| 13     | 22. | Takuma Sató          | Super Aguri SA06  | 67   | á 5 kol          | 19   |      | 1'30.957 (15.) | 25./27.018 | 51./22.705 |            |            |
| Pozice | č.  | Odstoupili           | Vůz               | Kolo | Důvod            | Pole | Body | Nej. kolo      | 1. Pitstop | 2. Pitstop | 3. Pitstop | 4. Pitstop |
| Ret    | 1.  | Fernando Alonso      | Renault R26       | 51   | Matice kola      | 15   |      | 1'29.408 (14.) | 27./25.760 | 51./21.955 |            |            |
| Ret    | 3.  | Kimi Räikkönen       | McLaren MP4/21    | 25   | Kolize           | 1    |      | 1'33.690 (16.) | 17./26.050 |            |            |            |
| Ret    | 20. | Vitantonio Liuzzi    | Torro Rosso STR01 | 25   | Kolize           | 17   |      | 1'38.858 (19.) |            |            |            |            |
| Ret    | 10. | Nico Rosberg         | Williams FW28     | 19   | Elektronica      | 18   |      | 1'38.964 (20.) |            |            |            |            |
| Ret    | 2.  | Giancarlo Fisichella | Renault R26       | 18   | Nehoda           | 7    |      | 1'35.550 (17.) |            |            |            |            |
| Ret    | 15. | Christian Klien      | Red Bull RB2      | 6    | Nehoda           | 13   |      | 1'38.702 (18.) |            |            |            |            |
| Ret    | 9.  | Mark Webber          | Williams FW28     | 1    | Nehoda           | 5    |      |                |            |            |            |            |
| Ret    | 23. | Sakon Yamamoto       | Super Aguri SA06  | 0    | Motor            | 21   |      |                |            |            |            |            |

- Robert Kubica diskvalifikován pro neodpovídající hmotnost svého vozu

## Nejrychlejší kolo
- Felipe Massa-Ferrari 248 F1- 1'23.516
- 2. nejrychlejší kolo Felipeho Massi
- 191. nejrychlejší kolo pro Ferrari
- 72. nejrychlejší kolo pro Brazílii
- 71. nejrychlejší kolo pro vůz se startovním číslem 6

Vývoj nejrychlejšího kola Archivováno 21. 4. 2008 na Wayback Machine.
| Kolo     | Čas      | Jezdec             | Vůz     |
| 65. kolo | 1'23.516 | Felipe Massa       | Ferrari |
| -------- | -------- | ------------------ | ------- |
| 63. kolo | 1:24.198 | Felipe Massa       | Ferrari |
| 62. kolo | 1:25.106 | Felipe Massa       | Ferrari |
| 57. kolo | 1:25.143 | Jenson Button      | Honda   |
| 55. kolo | 1:25.614 | Pedro de la Rosa   | McLaren |
| 54. kolo | 1:27.540 | Pedro de la Rosa   | McLaren |
| 52. kolo | 1:27.786 | Jenson Button      | Honda   |
| 50. kolo | 1:27.884 | Jenson Button      | Honda   |
| 49. kolo | 1:28.077 | Jenson Button      | Honda   |
| 45. kolo | 1:28.548 | Michael Schumacher | Ferrari |

| Kolo     | Čas      | Jezdec             | Vůz     |
| -------- | -------- | ------------------ | ------- |
| 44. kolo | 1:28.985 | Michael Schumacher | Ferrari |
| 41. kolo | 1:29.053 | Michael Schumacher | Ferrari |
| 40. kolo | 1:31.489 | Jenson Button      | Honda   |
| 38. kolo | 1:31.787 | Michael Schumacher | Ferrari |
| 38. kolo | 1:31.928 | Jenson Button      | Honda   |
| 36. kolo | 1:32.440 | Jenson Button      | Honda   |
| 35. kolo | 1:32.470 | Fernando Alonso    | Renault |
| 34. kolo | 1:32.954 | Jenson Button      | Honda   |
| 33. kolo | 1:33.242 | Fernando Alonso    | Renault |
| 26. kolo | 1:33.302 | Fernando Alonso    | Renault |

| Kolo     | Čas      | Jezdec          | Vůz     |
| -------- | -------- | --------------- | ------- |
| 23. kolo | 1:33.498 | Fernando Alonso | Renault |
| 10. kolo | 1:33.664 | Jenson Button   | Honda   |
| 7. kolo  | 1:33.690 | Kimi Räikkönen  | McLaren |
| 6. kolo  | 1:34.105 | Fernando Alonso | Renault |
| 5. kolo  | 1:34.407 | Fernando Alonso | Renault |
| 4. kolo  | 1:34.425 | Kimi Räikkönen  | McLaren |
| 3. kolo  | 1:35.341 | Kimi Räikkönen  | McLaren |
| 2. kolo  | 1:36.176 | Kimi Räikkönen  | McLaren |
| 1. kolo  | 1:44.422 | Kimi Räikkönen  | McLaren |

## Vedení v závodě
| Kola       | km         | Jezdec          | %   |
| ---------- | ---------- | --------------- | --- |
| 1-17 kolo  | 74.470 km  | Kimi Räikkönen  | 24% |
| 18-51 kolo | 148.954 km | Fernando Alonso | 49% |
| 52-70 kolo | 83.239 km  | Jenson Button   | 27% |

- Safety Car (SC)
  - 27-30	Kolize Räikkönen - Liuzzi

| Räikkönen | Alonso | SC | Alonso | Button |
| --------- | ------ | -- | ------ | ------ |

## Postavení na startu
- Žlutě rozhodující čas pro postavení na startu.
- Červeně - Výměna motoru / posunutí o 10 míst na startu
- Zeleně – Penalizace 2 sekundy
- Modře – Odebrání tří nejlepších časů

| *                                                       | * | *                                                   | Kvalifikace III.                      | Kvalifikace II.                       | Kvalifikace I.                         |
| ------------------------------------------------------- | - | --------------------------------------------------- | ------------------------------------- | ------------------------------------- | -------------------------------------- |
| _______1_______ Kimi Räikkönen McLaren 1'19,599         |   |                                                     | Kimi Räikkönen McLaren 1'19,599       | Felipe Massa Ferrari 1'19.504         | Felipe Massa Ferrari 1'19.742          |
|                                                         |   | _______2_______ Felipe Massa Ferrari 1'19.886       | Felipe Massa Ferrari 1'19.886         | Kimi Räikkönen McLaren 1'19,704       | Kimi Räikkönen McLaren 1'20.080        |
| _______3_______ Rubens Barrichello Honda 1'20,085       |   |                                                     | Rubens Barrichello Honda 1'20,085     | Rubens Barrichello Honda 1'19,783     | Jenson Button Honda 1'20.820           |
|                                                         |   | _______4_______ Pedro de la Rosa McLaren 1'20,117   | Jenson Button Honda 1'20,092          | Jenson Button Honda 1'19,943          | Robert Kubica BMW 1'20.891             |
| _______5_______ Mark Webber Williams 1'20,266           |   |                                                     | Pedro de la Rosa McLaren 1'20,117     | Pedro de la Rosa McLaren 1'19,991     | Ralf Schumacher Toyota 1'21,112        |
|                                                         |   | _______6_______ Ralf Schumacher Toyota 1'20,759     | Mark Webber Williams 1'20,266         | Mark Webber Williams 1'20,047         | Rubens Barrichello Honda 1'21,141      |
| _______7_______ Giancarlo Fisichella Renault 1'20,154   |   |                                                     | Ralf Schumacher Toyota 1'20,759       | Giancarlo Fisichella Renault 1'20,154 | David Coulthard Red Bull 1'21.163      |
|                                                         |   | _______8_______ Jarno Trulli Toyota 1'21,132        | Giancarlo Fisichella Renault 1'20,154 | Jarno Trulli Toyota 1'20,924          | Pedro de la Rosa McLaren 1'21,288      |
| _______9_______ Robert Kubica BMW 1'22,049              |   |                                                     | Jarno Trulli Toyota 1'21,132          | Ralf Schumacher Toyota 1'20,243       | Mark Webber Williams 1'21.335          |
|                                                         |   | _______10_______ Nick Heidfeld BMW 1'20,623         | Robert Kubica BMW 1'22,049            | Robert Kubica BMW 1'20,256            | Giancarlo Fisichella Renault 1'21,370  |
| _______11_______ Michael Schumacher Ferrari 1'20,875    |   |                                                     |                                       | Nick Heidfeld BMW 1'20,623            | Jarno Trulli Toyota 1'21.434           |
|                                                         |   | _______12_______ David Coulthard Red Bull 1'20,890  |                                       | Michael Schumacher Ferrari 1'20,875   | Nick Heidfeld BMW 1'21,437             |
| _______13_______ Christian Klien Red Bull 1'21,207      |   |                                                     |                                       | David Coulthard Red Bull 1'20,890     | Michael Schumacher Ferrari 1'21,440    |
|                                                         |   | _______14_______ Jenson Button Honda 1'20,092       |                                       | Christian Klien Red Bull 1'21,207     | Fernando Alonso Renault 1'21,792       |
| _______15_______ Fernando Alonso Renault 1'21,364       |   |                                                     |                                       | Fernando Alonso Renault 1'21,364      | Tiago Monteiro Midland 1'22,009        |
|                                                         |   | _______16_______ Tiago Monteiro Midland 1'23,767    |                                       | Tiago Monteiro Midland 1'23,767       | Christian Klien Red Bull 1'22,027      |
| _______17_______ Vitantonio Liuzzi Torro Rosso 1'22,068 |   |                                                     |                                       |                                       | Vitantonio Liuzzi Torro Rosso 1'22,068 |
|                                                         |   | _______18_______ Nico Rosberg Williams 1'22,084     |                                       |                                       | Nico Rosberg Williams 1'22,084         |
| _______19_______ Takuma Sató Super Aguri 1'22,967       |   |                                                     |                                       |                                       | Scott Speed Torro Rosso 1'22.317       |
|                                                         |   | _______20_______ Scott Speed Torro Rosso 1'22.317   |                                       |                                       | Takuma Sató Super Aguri 1'22,967       |
| _______21_______ Sakon Yamamoto Super Aguri 1'24,016    |   |                                                     |                                       |                                       | Christijan Albers Midland 1'23,146     |
|                                                         |   | _______22_______ Christijan Albers Midland 1'23,146 |                                       |                                       | Sakon Yamamoto Super Aguri 1'24,016    |

## Tréninky
| *  | I. Trénink (pátek)                    | *  | II. Trénink (pátek)                   | *  | III. Trénink (sobota)                 |
| -- | ------------------------------------- | -- | ------------------------------------- | -- | ------------------------------------- |
| 1  | Kimi Räikkönen McLaren 1:21.624       | 1  | Felipe Massa Ferrari 1:21.778         | 1  | Michael Schumacher Ferrari 1:20.795   |
| 2  | Anthony Davidson Honda 1:22.396       | 2  | Fernando Alonso Renault 1:23.097      | 2  | Felipe Massa Ferrari 1:21.472         |
| 3  | Michael Schumacher Ferrari 1:22.499   | 3  | Giancarlo Fisichella Renault 1:23.189 | 3  | Robert Kubica BMW Sauber 1:21.806     |
| 4  | Pedro de la Rosa Mclaren 1:22.830     | 4  | Robert Doornbos Red Bull 1:23.195     | 4  | Rubens Barrichello Honda 1:21.833     |
| 5  | Alexander Wurz Williams 1:22.941      | 5  | Anthony Davidson Honda 1:23.498       | 5  | Fernando Alonso Renault 1:22.119      |
| 6  | Rubens Barrichello Honda 1:23.553     | 6  | Ralf Schumacher Toyota 1:23.747       | 6  | Giancarlo Fisichella Renault 1:22.340 |
| 7  | Jenson Button Honda 1:23.659          | 7  | Jarno Trulli Toyota 1:23.771          | 7  | Christian Klien Red Bull 1:22.362     |
| 8  | Robert Doornbos Red Bull 1:23.999     | 8  | Michael Schumacher Ferrari 1:23.931   | 8  | Pedro de la Rosa McLaren 1:22.424     |
| 9  | Jarno Trulli Toyota 1:24.620          | 9  | Nick Heidfeld BMW Sauber 1:23.934     | 9  | Vitantonio Liuzzi Toro Rosso 1:22.560 |
| 10 | Markus Winkelhock Midland 1:25.194    | 10 | Robert Kubica BMW Sauber 1:24.106     | 10 | Kimi Räikkönen McLaren 1:22.599       |
| 11 | Neel Jani Toro Rosso 1:25.424         | 11 | Pedro de la Rosa McLaren 1:24.252     | 11 | David Coulthard Red Bull 1:22.643     |
| 12 | Vitantonio Liuzzi Toro Rosso 1:25.477 | 12 | Markus Winkelhock Midland 1:24.381    | 12 | Mark Webber Red Bull 1:22.839         |
| 13 | Scott Speed Toro Rosso 1:26.678       | 13 | Rubens Barrichello Honda 1:24.445     | 13 | Tiago Monteiro Midland 1:23.819       |
| 14 | Christijan Albers Midland 1:26.680    | 14 | Jenson Button Honda 1:24.465          | 14 | Scott Speed Toro Rosso 1:23.858       |
| 15 | Tiago Monteiro Midland 1:27.321       | 15 | Tiago Monteiro Midland 1:24.508       | 15 | Ralf Schumacher Toyota 1:23.963       |
| 16 | Takuma Sato Super Aguri 1:29.765      | 16 | Alexander Wurz Williams 1:24.609      | 16 | Nico Rosberg Williams 1:24.381        |
| 17 | Ralf Schumacher Toyota 1:30.110       | 17 | Takuma Sato Super Aguri 1:24.623      | 17 | Jenson Button Honda 1:24.731          |
| 18 | Sakon Yamamoto Super Aguri 1:30.353   | 18 | Nico Rosberg Williams 1:24.793        | 18 | Takuma Sato Super Aguri 1:24.847      |
| 19 | Fernando Alonso Renault - -- ---      | 19 | Neel Jani Toro Rosso 1:24.854         | 19 | Jarno Trulli Toyota 1:25.373          |
| 20 | Christian Klien Red Bull - -- ---     | 20 | Christijan Albers Midland 1:25.038    | 20 | Nick Heidfeld BMW Sauber 1:25.597     |
| 21 | David Coulthard Red Bull - -- ---     | 21 | Scott Speed Toro Rosso 1:25.152       | 21 | Christijan Albers Midland 1:26.047    |
| 22 | Giancarlo Fisichella Renault - -- --- | 22 | Mark Webber Williams 1:25.393         | 22 | Sakon Yamamoto Super Aguri 1:26.260   |
| 23 | Felipe Massa Ferrari - -- ---         | 23 | Christian Klien Red Bull 1:25.647     | 23 |                                       |
| 24 | Mark Webber Williams - -- ---         | 24 | David Coulthard Red Bull 1:25.843     | 24 |                                       |
| 25 | Nico Rosberg Williams - -- ---        | 25 | Kimi Räikkönen McLaren 1:25.968       | 25 |                                       |
| 26 | Nick Heidfeld BMW Sauber - -- ---     | 26 | Vitantonio Liuzzi Toro Rosso 1:26.198 | 26 |                                       |
| 27 | Robert Kubica BMW Sauber - -- ---     | 27 | Sakon Yamamoto Super Aguri 1:26.877   | 27 |                                       |

- Modře - testovací piloti

## Zajímavosti
- 100 GP pro Kimi Raikkonena
- V závodě debutoval Robert Kubica
- Jenson Button dokázal zvítězit ze 14. místa na startu a stal se teprve pátým pilotem, kterému se něco podobného podařilo. Naposledy to dokázal Johnny Herbert s vozem Stewart při Grand Prix Evropy 1999 a vůbec poprvé to dokázal Bob Sweikert v 500 mil v Indianapolis 1955

| Pole position  | Vítězství          | Nej. kolo      |
| Finsko         | Spojené království | Brazílie       |
| Kimi Räikkönen | Jenson Button      | Felipe Massa   |
| McLaren MP4/21 | Honda RA 106       | Ferrari 248 F1 |
| 1'19.599       | 1:52'20.941        | 1'23.516       |
| 198.138 km/h   | 163.773 km/h       | 188.845 km/h   |
| -------------- | ------------------ | -------------- |

### Stav MS
- GP - body získané v této Grand Prix

| *  | Jezdec               | Body | GP | * | Vůz        | Body | GP | *  | Stát           | Body | GP |
| -- | -------------------- | ---- | -- | - | ---------- | ---- | -- | -- | -------------- | ---- | -- |
| 1  | Fernando Alonso      | 100  |    | 1 | Renault    | 149  |    | 1  | Německo        | 129  | 10 |
| 2  | Michael Schumacher   | 90   | 1  | 2 | Ferrari    | 142  | 3  | 2  | Španělsko      | 110  | 8  |
| 3  | Felipe Massa         | 52   | 2  | 3 | McLaren    | 85   | 8  | 3  | Brazílie       | 73   | 7  |
| 4  | Kimi Räikkönen       | 49   |    | 4 | Honda      | 52   | 15 | 4  | Itálie         | 60   |    |
| 5  | Giancarlo Fisichella | 49   |    | 5 | Toyota     | 26   | 3  | 5  | Finsko         | 49   |    |
| 6  | Jenson Button        | 31   | 10 | 6 | BMW        | 26   | 6  | 6  | Velká Británie | 45   | 14 |
| 7  | Juan Pablo Montoya   | 26   |    | 7 | Red Bull   | 16   | 4  | 7  | Kolumbie       | 26   |    |
| 8  | Rubens Barrichello   | 21   | 5  | 8 | Williams   | 10   |    | 8  | Kanada         | 7    |    |
| 9  | Nick Heidfeld        | 19   | 6  | 9 | Toro Rosso | 1    |    | 9  | Austrálie      | 6    |    |
| 10 | Ralf Schumacher      | 16   | 3  |   |            |      |    | 10 | Rakousko       | 2    |    |
| 11 | David Coulthard      | 14   | 4  |   |            |      |    |    |                |      |    |
| 12 | Jarno Trulli         | 10   |    |   |            |      |    |    |                |      |    |
| 13 | Pedro de la Rosa     | 10   | 8  |   |            |      |    |    |                |      |    |
| 14 | Jacques Villeneuve   | 7    |    |   |            |      |    |    |                |      |    |
| 15 | Mark Webber          | 6    |    |   |            |      |    |    |                |      |    |
| 16 | Nico Rosberg         | 4    |    |   |            |      |    |    |                |      |    |
| 17 | Christian Klien      | 2    |    |   |            |      |    |    |                |      |    |
| 18 | Vitantonio Liuzzi    | 1    |    |   |            |      |    |    |                |      |    |